# Győző Kulcsár
Győző Kulcsár (Budapeste, 18 de outubro de 1940 – 19 de setembro de 2018) foi um esgrimista húngaro de espada. Ele competiu nos eventos individual e por equipes nas Olimpíadas de 1964, 1968, 1972 e 1976 e conquistou quatro medalhas de ouro (uma individual e três por equipes) e duas de bronze em eventos individuais. Ele também ganhou três títulos mundiais com a equipe húngara, em 1970, 1971 e 1978.
Depois de se aposentar das competições, Kulcsár trabalhou como treinador de esgrima, na Hungria (1980-1988 e depois de 2001) e na Itália (1988-2000). Seus alunos incluía Tímea Nagy, Emese Szász e seu sobrinho Krisztián Kulcsár. Faleceu em 19 de setembro de 2018, aos 77 anos de idade.